# 고스트 마마 수사선
《고스트 마마 수사선》은 사토 토모카즈의 만화 작품이다.
《빅 코믹 오리지널 증간》(쇼가쿠칸)에서 2000년 9월호로부터 연재되어 2002년부터 단행본(빅 코믹스) 전 3권이 간행되었다(2005년 1월호 게재분까지 합계 27화 수록).
2012년에 텔레비전 드라마화되어, 거기에 맞추어 《빅 코믹 오리지널》본지에서 2012년 13호로부터 신작이 집중 연재되었다. 또, 증간 게재 분의 미수록작을 포함한 신장판이 전 6권으로 간행되었다.

## 줄거리
초등학교 1학년 하라히라 톤보의 엄마·쵸코는 경찰관이었지만, 근무중에 뺑소니를 당해 죽어, 톤보는 언제까지나 울고만 있었다. 어느날 톤보는 우연히 엄마의 유품인 안경을 찾아내, 써보니, 트이게 된 시야에 죽었음이 분명한 쵸코가 경찰관의 제복차림으로 나타난다. 이래, 톤보는 쵸코의 안경을 쓰고 있을 때만 엄마를 포함한 영혼의 모습이 보이게 된다.
톤보와 쵸코는 미해결이 되고 있던 뺑소니의 가해자를 찾아낸다. 다른 사람에게는 모습이 안보이는 엄마 대신에, 톤보는 유령의 모습을 해 가해자를(영혼들의 힘도 빌리고) 자수에 몰아넣는다. 무념을 풀어 성불할 것 같이 보였던 쵸코였지만, 믿음직스럽지 못한 아들을 걱정해 변함 없이 곁에 계속 있다.

## 등장인물

### 주인공
하라히라 톤보
주인공. 7세. 울보인 사내 아이. 엄마의 사후 어느새인가 근시가 되어 버리지만, 그것을 기회로 엄마의 안경을 쓴 것으로 영혼이 보이게 된다.

### 하라히라가(家)
하라히라 쵸코
톤보의 엄마. 외관은 완고한 눈의 중년 여성. 경찰관이었지만, 뺑소니 사건으로 타계. 톤보를 걱정한 나머지 성불하지 못하고 유령으로서 그의 곁에 있다.
하라히라 세미히코
톤보의 아빠. 시청 시민과 근무.
하라히라 미츠코
톤보의 누나. 중학교 2학년.
하치
하라히라 일가가 기르고 있는 비글.

### 경찰서
쿠와가타
경찰관.

### 초등학교
미츠바
톤보네 반 담임 선생님.
무카데
체육회 계인 선생님.
교장

### 그 외
코가네
노파.
스즈키
정보통.
카와모토 키리사부로
시장.

## 서지 정보
- 사토 토모카즈 《고스트 마마 수사선》 쇼가쿠칸 (빅 코믹스), 전 3권
  1. 2002년 6월 29일 발매, ISBN 4-09-186501-1
  2. 2004년 4월 30일 발매, ISBN 4-09-186502-X
  3. 2005년 12월 26일 발매, ISBN 4-09-186503-8
- 사토 토모카즈 《고스트 마마 수사선 신장판》 쇼가쿠칸 (빅 코믹스), 전 6권
  1. 2012년 5월 30일 발매, ISBN 978-4-09-184559-7
  2. 2012년 5월 30일 발매[1], ISBN 978-4-09-184560-3
  3. 2012년 6월 29일 발매, ISBN 978-4-09-184568-9
    - 이 권까지의 수록 에피소드는 각 권 모두 구(旧) 판과 동일하다.

  4. 2012년 7월 30일 발매, ISBN 978-4-09-184646-4
  5. 2012년 8월 30일 발매, ISBN 978-4-09-184659-4
  6. 2012년 9월 28일 발매, ISBN 978-4-09-184695-2

## 텔레비전 드라마
《고스트 마마 수사선~나와 마마의 이상한 100일~》(일본어: ゴーストママ捜査線
〜僕とママの不思議な100日〜 ゴーストママそうさせん ぼくとママのふしぎなひゃくにち[*])은 2012년 7월 7일부터 9월 15일까지 닛폰 TV 계열의 토요드라마 시간대(매주 토요일 21:00 ~ 21:54〈JST〉)에서 방송된 텔레비전 드라마이다.
주연 나카마 유키에가, 〈토요드라마〉에 출연하는 것은 〈고쿠센〉 이래 4년 만이다.
캐치프레이즈는, 〈아들이 걱정되어, 천국에 가는 것은 연기했습니다.〉.
원작과의 주된 변경점으로는
1. 이야기가 쵸코를 중심으로 그려져 있다.
2. 주역의 일가의 성씨가 〈하라히라〉→〈우에하라〉가 되어 있다.
3. 주역의 누나의 이름이 〈미츠코〉→〈아오이〉가 되어 있다.
4. 쵸코의 사인이 된 사건이 〈뺑소니〉→〈화재〉가 되어 있다, 등을 들 수 있다.

### 줄거리
생활 안전과에 근무하는 경찰관·우에하라 쵸코는, 순찰 중 화재현장에 조우해, 불길이 타오르는 가옥에 남겨진 어린 여자 아이를 살리기 위해 불 속에 뛰어들어 그 생명을 구하지만, 자신은 일산화탄소 중독으로 사망한다.
유령이 된 쵸코는, 초등학교에 입학한지 얼마 안된 믿음직스럽지 못한 아들·톤보가 걱정되어 현세에 남는 길을 선택한다.

### 출연자

#### 주인공
우에하라 쵸코 (향년 32) - 나카마 유키에 (유소기:사카이 아야네)
경시청 사쿠라다 서 생활 안전과 경부보. 생각나자 마자 행동으로 옮겨 버리는 성격.
아들·톤보의 초등학교 입학 첫날에 화재 현장으로부터 늦게 도망친 한 명의 소녀를 돕기 위해, 불 속에 뛰어들어, 목숨을 잃는다. 하지만, 어린 톤보가 걱정되어, 유령이 되어 현세에 남는다.

#### 우에하라가(家)
우에하라 코헤이 (40) - 사와무라 잇키
쵸코의 남편. 우에하라 사진관 점주. 전처와는 아오이가 2살일 무렵에 이혼. 고지식한 성격으로, 인정이 두텁고 눈물이 많다.
화재로 아내를 잃은 이래, 남자 혼자서 2명의 아이를 기르는 것을 결심한다. 톤보가 쵸코의 유품인 안경을 썼을 때 유령이 보인다고 하는 아들의 순수한 마음을 받아 들이려고 아내가 거기에 있는 것 같은 연기를 보였다.
우에하라 아오이 (17) - 시다 미라이
우에하라가의 장녀. 코헤이의 의붓자식이자 쵸코의 의붓딸. 사쿠라다 히가시 고교 3학년. 쵸코를 엄마라고는 인정하지 않았지만, 그 내심에서는 후회하고 있었다.
우에하라 톤보 (6) - 키미노 유마
우에하라가의 장남. 코헤이와 쵸코의 사이에서 태어난 아들. 성격은 행동파인 엄마와는 정반대로 겁쟁이.
초등학교 입학 당일에 엄마를 화재로 잃고 나서는 어두운 기분이 되어 가라앉고 있었지만, 어느날, 시력이 떨어져 쵸코의 유품인 안경을 써 보니 타계한 엄마가 보이게 되어, 건강을 되찾는다.
그리고, 〈작은 조사원〉으로서 수많은 사건을 추궁해 가게 된다. 아이인 신분으로부터, 어른에게 사건의 진실을 호소해도 진지하게 상대해 주지 않는 단점을 가진다.

#### 사쿠라다 경찰서
미후네 요시미츠 (향년 50) - 나마세 카츠히사
생활 안전과 과장. 쵸코의 상사. 애견 메리를 몹시 사랑하고 있다.
건강을 위해 시작한 조조 러닝을 하다가 심근경색을 발병해 타계해, 행방을 모르는 아들에게의 미련으로부터 쵸코와 같은 유령이 되어 버린다.
소식 불명이 되고 있던 아들·히로시와 재회해, 쵸코가 없어지는 것에 기운을 잃은 톤보에게 〈네가 하지 않으면 안 되는 것은, 매일 열심히 살아 엄마를 웃는 얼굴로 하는 것이다.〉라고 격려하고, 천국으로 떠난다.
타카쿠라 후토시 (35) - 츠카지 무가 (드렁크 드래곤)
지역과 순경. 쵸코에게는 타계하기 이전에 몇 번이나 일로 신세를 지고 있었다. 톤보의 담임 미나미에 첫눈에 반한다.
후지타 사토루 (46) - 미스터 칭
생활 안전과 계장. 미후네가 타계해, 과장 경부로 승진한다.

#### 사쿠라다 초등학교
요시자와 미나미 (25) - 세리나
사쿠라다 초등학교 1학년 1반 담임. 밝은 성격으로 아이들로부터의 인기도 높다.
츠루타 켄이치 (35) - 모리야마 에이지
사쿠라다 초등학교 1학년 1반 부담임. 미나미에게 반한 타카쿠라와는 대립관계에 있다.

#### 사쿠라다 히가시 고교
하세가와 준야 (17) - 사나다 유마 (쟈니즈 Jr.)
사쿠라다 히가시 고교 3학년. 아오이의 동급생. 학교 땡땡이 단골로 쵸코로부터 종종 주의를 받고 있던 불량 학생. 타계하기 전의 미후네로부터 소매치기의 범인이라고 오인되어 퇴학 처분에 몰리지만, 쵸코 등이 진상을 추구한 것으로 처분은 백지로 돌려진다.
코바야시 켄지로 (17) - 야마모토 료스케
사쿠라다 히가시 고교 3학년. 준야의 나쁜 친구.
타카하시 요우키 (17) - 나카지마 히로키
사쿠라다 히가시 고교 3학년. 준야의 나쁜 친구.
니시노 나츠미 (17) - 하야마 오리에
사쿠라다 히가시 고교 3학년. 아오이의 동급생이자 친구.
아오이의 클래스 담임 - 쿠가사와 토오루
소매치기의 범인으로 의심된 준야에게 퇴학 처분을 명하지만, 쵸코 등의 활약에 의해서 의심이 풀린 준야가 학교로 돌아오는 것을 인정한다.

#### 그 외
메리 - 하이디
미후네의 애견. 그러나, 미후네의 집이 애완동물 금지의 맨션이었으므로 몰래 길러지고 있었다. 미후네의 사후는 일이 표면화되어, 우에하라 가에 맡겨지고 있다. 또, 톤보와 같이 유령이 보이고 있다.

#### 게스트

##### 제1화
사노 타케루 - 카쿠 켄토 (제2화)
쵸코의 유령 선배. 좋아하는 음식은, 모친이 만들어 준 도너츠. 첫사랑의 상대인 카호에게 마음을 전하고, 만날 약속을 한 후에 사고를 당해, 그녀와의 약속을 완수하기 위해서 유령이 되었다.
이타노 마모루 - 하카마다 요시오
연속 방화범. 개가 골칫거리. 쵸코의 생명을 빼앗은 원인이 되었다.

##### 제2화
오가와 카호 - 야마시타 리오
스즈란 여자대학 문학부 3학년으로, 타케루의 첫사랑 상대. 타케루와의 오해가 풀리고, 교육 실습을 위해서 친가인 아키타로 돌아온다.
사노 마유미 - 후지요시 쿠미코
타케루의 모친.

##### 제3화
미후네 미와코 - 오오시마 사토코 (최종화)
미후네의 아내.
미후네 유이 - 오호 사요코 (최종화)
미후네의 딸로 히로시의 여동생.
히로자와 나오토 - 와라비노 토모야
타케다 주점의 아르바이트 점원이지만, 사실 소매치기의 범인. 준야가 누명을 쓴 요인을 만든 장본인.
하세가와 아키코 - 쿠리타 요코
준야의 어머니, 소매치기범으로 의심된 준야를 고등학교 퇴학 처분으로 한다고 전해들어, 경찰과 학교에 사죄해, 퇴학 철회를 간절히 원한다.

##### 제4화
마키노 료우타 - 토츠카 쇼타 (A.B.C-Z)
THE FLYING-GARDEN 아르바이트 점원으로, 아오이가 좋아했던 상대. 이야기 종반에서, 취직을 위해 오사카에 간다.

##### 제5화
시무라 쇼조우 - 나이토 타카시
쵸코의 아버지로 톤보의 할아버지. 토치기 경찰서 쿠스노키무라 주재소에 근무하고 있다. 쵸코와는 사이가 나쁘다.
시무라 사토코 - 아사카 마유미
쵸코의 어머니로 톤보의 할머니. 딸과 같이, 요리를 너무 많이 만드는 점이 있다.

##### 제6화
마이 - 이시이 모모카
톤보의 유령 친구.병으로 타계해, 주인 없는 고양이 미코가 걱정되어 유령이 되었다.
마이의 부모님 - 모리오카 유타카, 우메미야 마사코
딸이 소중히 하고 있던 주인 없는 고양이 미코를 인수한다.

##### 제7화
신도우 유카 -　타카나시 린
코헤이의 사쿠라다 초등학교 6학년 때의 담임. 코헤이 등의 졸업식 직후에 타계해, 함께 묻은 타임 캡슐이 걱정되어 유령이 되었다.

##### 제8화
키타지마 료우 - 모리사키 윈
빈집털이범으로 유령이 보이는 청년. 쵸코에게 설득되어 범죄로부터 발을 씻는다.
사가와 유우지 - 오오쿠치 켄고
빈집털이범으로 료의 선배. 료와 함께 우에하라 사진관에 빈집털이를 하러 들어온다.
키타지마 하루에 - 카야시마 나루미
타이야키 〈키타지마 가게〉 점주로 료의 조모. 료와 마찬가지로 유령이 보인다.
경찰관 - 와키 토모히로
타카쿠라의 후배. 타카쿠라처럼 얼빠진 일면이 있다.

##### 최종화
미후네 히로시 - 츠카모토 타카시
미후네의 아들. 3년 전, 대학 졸업 후에 취직한 회사를 사소한 이유로 그만둔 것으로 미후네와 크게 싸워, 그 끝에 집을 뛰쳐나와 소식을 끊어 버렸다. 현재는 야마나시에서 포도 농원을 경영하고 있다. 아버지의 타계를 알았을 때에는 〈이런 것이라면 더 빨리 만나러 가야 했다〉라고 후회하고 있었다. 아내와 아들이 있다. 엔딩에서는 가족 모두가 친가에 귀성하고 있다.
미후네 사오리 - 오노 마유미
히로시의 아내. 부친과 확집을 계속하고 있는 히로시를 걱정해, 그에게는 비밀로 농원의 포도를 미후네가(家)에 보내고 있었다.
미후네 히카루
히로시와 사오리와의 사이에 태어난 장남. 미후네의 손자에 해당되는 존재. 이름의 유래는 미후네의 이름으로부터 한 글자를 따서 붙여졌다.

### 스태프
- 원작 - 사토 토모카즈 《고스트 마마 수사선》 (쇼가쿠칸 빅 코믹스)
- 각본 - 우메다 미카, 아소 쿠미코, 요코타 리에, 마츠다 유코
- 각본 협력 - 아소 쿠미코 (제1화)
- 연출 - 사토 토야, 오오타니 타로, 니시노 마키, 모리 마사히로
- 연출 보조 - 타베이 미노루
- 음악 - 칸노 유고
- 타이틀 백·VFX - 니시무라 료
- CG - 키쿠마 준코
- 특수 효과 - 이가와 유지
- 액션 코디네이터 - 사사키 슈헤이
- 간호 지도 - 이시다 키요미
- 요리 코디네이터 - 아카호리 요리 학원
- 협력 - 요코하마 야마구치 도그 스쿨
- 치프 프로듀스 - 오오히라 후토시
- 프로듀스 - 카토 마사토시, 모리 마사히로
- 프로듀스 보조 - 스즈키 카오리
- 제작 협력 - 닛테레 악스온
- 제작 저작 - 닛폰 TV

### 주제가
- Aqua Timez 〈꽃봉오리〉 (EPIC 레코드)

### 방송 일자
| 각 화                                                       | 방송일          | 부제 | 각본                    | 연출          | 시청률 |
| ----------------------------------------------------------- | --------------- | --- | ----------------------- | ------------- | ------ |
| 제1화                                                       | 2012년 7월 7일  | 나 유령이 되어버렸다!! 나와 마마의 이상한 100일!                                                                                               | 우메다 미카             | 사토 토야     | 15.2%  |
| 제2화                                                       | 2012년 7월 14일 | 에, 내가!?…겁쟁이 아들의 사람 찾기 대작전 | 우메다 미카             | 사토 토야     | 11.0%  |
| 제3화                                                       | 2012년 7월 21일 | 대사건 발생!! 무려 과장도 유령으로? | 우메다 미카 아소 쿠미코 | 오오타니 타로 | 11.0%  |
| 제4화                                                       | 2012년 7월 28일 | 사랑의 계절!! 딸의 데이트에 잠입 수사 개시! | 우메다 미카             | 오오타니 타로 | 9.5%   |
| 제5화                                                       | 2012년 8월 11일 | 마지막 친정 나들이…완고한 아버지의 눈물 | 요코타 리에             | 사토 토야     | 10.3%  |
| 제6화                                                       | 2012년 8월 18일 | 톤보의 첫사랑!! 상대는 미소녀 유령!? | 우메다 미카             | 니시노 마키   | 9.5%   |
| 제7화                                                       | 2012년 9월 1일  | 웃고 우는 가족의 이야기 마침내 최종장에 | 우메다 미카             | 오오타니 타로 | 9.3%   |
| 제8화                                                       | 2012년 9월 8일  | 곧 있으면 엄마가 천국에 가버린다!! | 마츠다 유코             | 모리 마사히로 | 9.6%   |
| 최종화                                                      | 2012년 9월 15일 | 안녕 내가 사랑하는 가족들...이별의 날 어머니의 마지막 메시지... 당신에게 주는 이번 여름 가장 웃고 우는 “생명과 가족의 이야기” 감동의 완결편!!! | 우메다 미카             | 사토 토야     | 11.1%  |
| 평균 시청률 10.9% (시청률은 칸토 지구·비디오 리서치사 조사) |                 | |                         |               |        |

- 8월 4일은 《런던 올림픽 남자 축구 준준결승 일본VS이집트전》 중계 때문에 휴지.
- 8월 25일은 《24시간 TV 35》 방송 때문에 휴지.

### 관련 상품

#### 사운드트랙
- 고스트 마마 수사선~나와 마마의 이상한 100일~ 오리지널 사운드트랙 (2012년 8월 22일 발매)

원작·사토 토모카즈, 나카마 유키에 주연의 닛폰 TV계 토요 드라마 《고스트 마마 수사선~나와 마마의 이상한 100일~》의 오리지널 사운드트랙. 음악은, 피아노나 현악기를 이용한 어레인지에 정평이 있는 작곡가, 칸노 유고가 담당.
| 수록곡(타이틀)/의미/작곡 등 | 수록곡(타이틀)/의미/작곡 등           | 수록곡(타이틀)/의미/작곡 등      | 수록곡(타이틀)/의미/작곡 등 |
| --------------------------- | ------------------------------------- | -------------------------------- | --------------------------- |
| M-01                        | ゴーストママ －オープニングタイトル－ | 고스트 마마 -오프닝 타이틀-      | 작곡·편곡: 칸노 유고        |
| M-02                        | ゴーストママ捜査線 －メインテーマ－   | 고스트 마마 수사선 -메인 테마-   | 작곡·편곡: 칸노 유고        |
| M-03                        | とんぼのテーマ                        | 톤보의 테마                      | 작곡·편곡: 칸노 유고        |
| M-04                        | 僕とママ                              | 나와 마마                        | 작곡·편곡: 칸노 유고        |
| M-05                        | パトロール                            | 패트롤                           | 작곡·편곡: 칸노 유고        |
| M-06                        | 胸騒ぎ                                | 불길한 두근거림                  | 작곡·편곡: 칸노 유고        |
| M-07                        | ママ捜査モード                        | 마마 수사 모드                   | 작곡·편곡: 칸노 유고        |
| M-08                        | お迎えの光                            | 마중의 빛                        | 작곡·편곡: 칸노 유고        |
| M-09                        | とんぼのめがね                        | 톤보의 안경                      | 작곡·편곡: 칸노 유고        |
| M-10                        | ゴーストママ捜査線 －涙を拭いて－     | 고스트 마마 수사선 -눈물을 닦아- | 작곡·편곡: 칸노 유고        |
| M-11                        | 心の中のお母さん                      | 마음 속의 엄마                   | 작곡·편곡: 칸노 유고        |
| M-12                        | 蝶子のテーマ                          | 쵸코의 테마                      | 작곡·편곡: 칸노 유고        |
| M-13                        | とんぼ、出番よ！                      | 톤보, 차례야!                    | 작곡·편곡: 칸노 유고        |
| M-14                        | 捜査開始！                            | 수사 개시!                       | 작곡·편곡: 칸노 유고        |
| M-15                        | なんにもできない                      | 아무것도 할 수 없어              | 작곡·편곡: 칸노 유고        |
| M-16                        | 寂しいときは空を見上げて              | 외로울 때는 하늘을 올려봐        | 작곡·편곡: 칸노 유고        |
| M-17                        | 迫りくる危機                          | 다가오는 위기                    | 작곡·편곡: 칸노 유고        |
| M-18                        | 疑いの目                              | 의심의 눈                        | 작곡·편곡: 칸노 유고        |
| M-19                        | 緊急事態                              | 긴급사태                         | 작곡·편곡: 칸노 유고        |
| M-20                        | 心残り                                | 미련                             | 작곡·편곡: 칸노 유고        |
| M-21                        | 僕とママ （ピアノバージョン）         | 나와 마마 (피아노 버전)          | 작곡·편곡: 칸노 유고        |
| M-22                        | ゴーストママ捜査線 －ずっとそばに－   | 고스트 마마 수사선 -쭉 곁에-     | 작곡·편곡: 칸노 유고        |
| M-23                        | つぼみ （Ｐｆ＆Ｓｔｒ Ｖｅｒ．）      | 꽃봉오리 (Pf&Str Ver.)           | 작곡·편곡: 칸노 유고        |